# Spinoplon tutoia
Spinoplon tutoia är en skalbaggsart som beskrevs av Martins 2006. Spinoplon tutoia ingår i släktet Spinoplon och familjen långhorningar. Inga underarter finns listade i Catalogue of Life.